# Оса (Marvel Comics)
Оса (Джанет ван Дайн) — вымышленный персонаж, появляющийся в комиксах, которые издаются компанией Marvel. Персонаж, созданный Стэном Ли, Джеком Кирби и Эрни Хартом, впервые появился в серии комиксов Tales to Astonish (июнь 1963 года, выпуск 44). Оса является одним из основателей Мстителей, а также лидером команды. Она может увеличиваться и уменьшаться в размерах, а также летать при помощи крыльев.

## Появления персонажа в комиксах
Впервые появилась в июне 1963 года в 44 выпуске серии комиксов Tales to Astonish.
В 1970 году в комиксе «Мстители» художник Джордж Перес несколько раз менял костюм персонажа, что оказало значительное влияние на персонажа.

## Биография персонажа
Ван Дайн родилась в Нью-Джерси. Её отец — богатый учёный Вернон ван Дайн.

## Видеоигры
Карта "Оса" и её вариации доступна в Marvel Snap.
Является играбельным персонажем в Lego Marvel Super Heroes.

## Появления в кино и мультсериалах
Её можно увидеть в таких мультсериалах, как «Мстители. Всегда вместе», «Мстители: Величайшие герои Земли».
Джанет ван Дайн появлялась в следующих фильмах, являющихся частью кинематографической вселенной Marvel:
- В фильме «Человек-муравей» она появляется во флэшбеке, её озвучивает Хейли Ловитт[3][4][5][6]
- В фильмах «Человек-муравей и Оса», «Мстители: Финал», «Человек-муравей и Оса: Квантомания» её роль исполняет Мишель Пфайффер[7][8][9].

## Критика и отзывы
Оса заняла 99-е место в списке IGN «100 лучших героев комиксов» и 26-е место в списке IGN
«50 лучших мстителей».
Сайт syfy.com назвал Осу одной из наиболее феминистических персонажей.